# 토미 쿡
토미 쿡(Tommy Cook, 1930년 7월 5일 ~ )은 미국의 배우, 각본가, 성우이다.

## 활동

### 영화 활동
쿡은 타잔과 레오파드 우먼에서 조니 와이스멀러의 반대편에 있는 악당 부족 소년을 연기했고, 정글 걸(연속극)에서는 "착한 원주민 소년"을 연기했으며, 레드 라이더의 모험 시리즈에서는 리틀 비버를 연기했다.
그는 나중에 알리 맥그로 주연의 롤러코스터와 플레이어스의 각본과 제작을 도왔다.

### 라디오 및 TV 활동
쿡은 라디오에서 경력을 시작했다. 그는 라디오 시리즈 레드 라이더에서 리틀 비버 역을 맡았는데 그는 또한 블론디에서 알렉산더 역을, 라일리의 삶에서 주니어 역을 맡았다. 그는 1950년 미국 드라마 영화 '악랄한 세월'에서 주연을 맡았다.
텔레비전에서 쿡은 1961년 탭 헌터 쇼 에피소드에 출연했는데 그는 슈퍼맨/아쿠아맨 아워 오브 어드벤처의 키드 플래시, 펑키 팬텀의 어기, 자버조의 비프와 같은 애니메이션 시리즈에서 성우 역할을 맡았다.
쿡은 2017년에 연기로 복귀하여 Better Things and Space Force에 게스트로 출연했다.

### 군대 활동
1950년대에 쿡은 미 해병대의 상병이 되었다.

## 영화
- 위험한 열차 (1977년)
- 더 씽 위드 투 헤즈 (1972년)
- 센드 미 노 플라워스 (1964년)
- 페리 메이슨 (1957년)
- 애욕과 전장 (1955년)
- 제17 포로수용소 (1953년)
- 거리의 공황 (1950년)
- 크라이 오브 더 시티 (1948년)
- 유머레스크 (1946년)
- 타잔 - 조니 웨이스뮬러 편 10 (1946년)
- 윙클씨 전쟁에 가다 (1944년)

## 서지학
- 홀름스트롬, 존. 움직이는 그림 소년: 1895년부터 1995년까지의 국제 백과사전, 노리치, 마이클 러셀, 1996, p. 169.